# Tugumulyo (Belitang Madang Raya)
Tugumulyo is een bestuurslaag in het regentschap Ogan Komering Ulu van de provincie Zuid-Sumatra, Indonesië. Tugumulyo telt 2714 inwoners (volkstelling 2010).